# Хаутем Јармаркт
Хаутем Јармаркт  је годишњи зимски сајам и сточна пијаца који се одржава 11. и 12. новембра у општини Синт Лиевенс Хаутем на југоистоку белгијске провинције Источна Фландрија. Хаутем Јармаркт уписан је 2010. године на Репрезентативну листу нематеријалног културног наслеђа човечанства.

## О сајму
Хаутем Јармаркт је годишњи сајам који се сваке године одржава 11. и 12 новембра у општини Синт Ливенс Хаутем чоциран на југоистоку белгијске покрајине Источна Фландрија. Интересантно је да у та два дана цело село постаје велика пијаца на отвореном где се обавља трговина стоком и расним коњима. Многи продавци се овде скупе да би поносно изложили своје животиње пред судијама, фармерима, као и хиљадама посетилаца. Овде буде по 500 тезги и људи путују из целе земље да доживе, виде, додирну и купе пољопривредне машине или животиње. ту су се задржали и стари начини преговарања попут пљескања рукама. Ту буде и више од 600 коња и дупло више крава у понуди за професионалне фармере. Такође су добродошли фармери из целе Белгије да се представе регионални производи и занатство. Ово све има утицаја на локалну заједницу где се приватне куће претварају у јавна места и ту се ужива у музици, пићу и храни.

### Историја
Историјски Хаутем Јармаркт има корене у средњевековном ходочашћу из бенедиктанске опатије Светог Аманда у Генту до села Синт Ливенс Хаутем у ком је умро Свети Ливен чији су посмртни остаци пребачени у Гент. То летње ходочашће се завршавало сајмом. Од 17. века на овамо ходочасничка манифестација се претварала у годишњи сточни сајам.